# Saint Lucia i olympiska sommarspelen 2012
Saint Lucia deltog i olympiska sommarspelen 2012 som ägde rum i London i Storbritannien mellan den 27 juli och den 12 augusti 2012. Ingen av landets deltagare erövrade någon medalj.

## Friidrott
Förkortningar
- Notera – Placeringar gäller endast den tävlandes eget heat
- Q = Kvalificerade sig till nästa omgång via placering
- q = Kvalificerade sig på tid eller, i fältgrenarna, på placering utan att ha nått kvalgränsen
- NR = Nationellt rekord
- N/A = Omgången inte möjlig i grenen
- Bye = Idrottaren behövde inte delta i omgången

Herrar
Fältgrenar
| Idrottare      | Gren     | Kval  | Kval      | Final            | Final            |
| Idrottare      | Gren     | Längd | Placering | Längd            | Placering        |
| -------------- | -------- | ----- | --------- | ---------------- | ---------------- |
| Darvin Edwards | Höjdhopp | NM    | —         | Gick inte vidare | Gick inte vidare |

Damer
Fältgrenar
| Idrottare      | Gren     | Kval  | Kval      | Final            | Final            |
| Idrottare      | Gren     | Längd | Placering | Längd            | Placering        |
| -------------- | -------- | ----- | --------- | ---------------- | ---------------- |
| Levern Spencer | Höjdhopp | 1.90  | 19        | Gick inte vidare | Gick inte vidare |

## Segling
Damer
| Seglare    | Gren         | Lopp | Lopp | Lopp | Lopp | Lopp | Lopp | Lopp | Lopp | Lopp | Lopp | Lopp | Summerad poäng | Finalplacering |
| Seglare    | Gren         | 1    | 2    | 3    | 4    | 5    | 6    | 7    | 8    | 9    | 10   | M*   | Summerad poäng | Finalplacering |
| ---------- | ------------ | ---- | ---- | ---- | ---- | ---- | ---- | ---- | ---- | ---- | ---- | ---- | -------------- | -------------- |
| Beth Lygoe | Laser radial | 38   | 37   | 28   | 38   | 39   | 29   | 37   | 37   | 26   | 23   | EL   | 293            | 37             |

M = Medaljlopp; EL = Eliminerad – gick inte vidare till medaljloppet;